# Oncomymar
Oncomymar is een geslacht van vliesvleugeligen uit de familie Mymaridae. De wetenschappelijke naam van dit geslacht is voor het eerst geldig gepubliceerd in 1957 door Ogloblin.

## Soorten
Het geslacht Oncomymar is monotypisch en omvat slechts de volgende soort:
- Oncomymar dipteron Ogloblin, 1957